# Daniel Thioune
Daniel Thioune (* 21. Juli 1974 in Georgsmarienhütte, vollständiger Name Daniel Moustapha Thioune) ist ein ehemaliger deutscher Fußballspieler und heutiger Trainer. Während seiner Spielerkarriere absolvierte er u. a. für den VfL Osnabrück, VfB Lübeck und LR Ahlen/Rot Weiss Ahlen 126 Spiele in der 2. Bundesliga, in denen er 24 Tore erzielte. Anschließend startete Thioune eine Trainerlaufbahn. Seine erste Station als Cheftrainer im Profibereich war der VfL Osnabrück, mit dem er 2019 in die 2. Bundesliga aufstieg. Seit dem 8. Februar 2022 ist er Cheftrainer von Fortuna Düsseldorf.

## Privates
Daniel Thioune wurde im niedersächsischen Georgsmarienhütte als Sohn eines Senegalesen und einer Deutschen geboren. In seiner Schulzeit besuchte er das Osnabrücker Graf-Stauffenberg-Gymnasium. Thioune studierte an der Universität Vechta Sport- und Erziehungswissenschaft  und schloss sein Studium 2019 mit einem Bachelorabschluss ab. Er ist verheiratet und Vater einer Tochter und eines Sohnes.

## Spielerkarriere

### Jugendbereich
Thioune begann im Alter von sechs Jahren mit dem Fußballspielen beim Verein Raspo Osnabrück, gegenüber dessen Trainingsgelände er wohnte. In seiner Jugend spielte er außerdem beim Osnabrücker SC und beim Post SV Osnabrück.

### Herrenbereich
Nach zwei Jahren im Herrenbereich des Post SV Osnabrück wechselte Thioune 1994 zu den Sportfreunden Oesede, die zu dieser Zeit in der fünftklassigen Niedersachsenliga West spielten. Zur Saison 1996/97 wurde er vom Regionalligisten VfL Osnabrück verpflichtet, mit dem er im Jahr 2000 in die 2. Bundesliga aufstieg. Dort gab er in der Saison 2000/01 sein Profidebüt und erzielte in 22 Spielen 10 Tore. Thioune blieb nach dem Abstieg des VfL im Jahre 2001 zunächst beim Verein und wechselte 2002 zum Zweitligisten VfB Lübeck, für den er in zwei Jahren 47 Ligaspiele absolvierte und 8 Tore erzielte. In der Saison 2003/04 erreichte er mit den Lübeckern um den Cheftrainer Dieter Hecking das Halbfinale des DFB-Pokals, in dem die Mannschaft nach zweimaliger Führung in der Verlängerung gegen den späteren Doublesieger Werder Bremen ausschied.
Zur Saison 2004/05 folgte sein Wechsel zum Zweitligisten LR Ahlen (ab 2006 Rot Weiss Ahlen). Mit der Mannschaft stieg er 2006, zum zweiten Mal in seiner Karriere, in die Regionalliga ab. Als Mannschaftskapitän gelang ihm in der Saison 2007/08 nach zwei Jahren der Wiederaufstieg in die 2. Bundesliga. Nach einer schweren Verletzung trat er im Januar 2010 als Kapitän zurück und beendete am 15. April 2010 seine Profikarriere.
Thioune absolvierte in seiner Karriere 126 Zweitliga- und 192 Regionalligaspiele und erzielte 24 Tore in der 2. Liga sowie 60 in der Regionalliga. Nach Ende seiner Profikarriere spielte er noch eine Zeit lang zusammen mit Ronald Maul bei Eintracht Osnabrück.

## Trainerkarriere

### Anfänge
In der Saison 2010/11 war Thioune Co-Trainer von Arie van Lent beim Drittligisten Rot Weiss Ahlen, wurde jedoch nach der Insolvenz im Juni 2011 von seinen Aufgaben entbunden. In der Saison 2011/12 war er Scout beim FC Rot-Weiß Erfurt.
Ab der Saison 2013/14 trainierte er die B1-Junioren (U17) des VfL Osnabrück und stieg mit dieser 2015 in die B-Junioren-Bundesliga (Staffel Nord/Nordost) auf. Als Joe Enochs 2015 Nachfolger von Maik Walpurgis als Cheftrainer der VfL-Profimannschaft wurde, übernahm Thioune von Enochs die sportliche Leitung der VfL-Nachwuchsabteilung und wurde Cheftrainer der A-Junioren (U19). Unter seiner Leitung schaffte die U19 im Jahr 2016 den Wiederaufstieg aus der A-Jugend-Regionalliga Nord in die A-Junioren-Bundesliga (Staffel Nord/Nordost). Im März 2016 erhielt Thioune die Fußballlehrer-Lizenz, den Lehrgang an der Hennes-Weisweiler-Akademie hatte er u. a. zusammen mit Julian Nagelsmann, Alexander Nouri und Domenico Tedesco absolviert.

### VfL Osnabrück
Nach einem schlechten Start in die Saison 2017/18 wurde Joe Enochs Anfang Oktober 2017 von seiner Aufgabe als Cheftrainer der Drittligamannschaft entbunden. Thioune übernahm zunächst als Interimstrainer; Anfang November 2017 erhielt er schließlich einen Vertrag als Cheftrainer. Unter Thioune erreichte die Mannschaft auf dem 17. Platz mit 6 Punkten Vorsprung den Klassenerhalt. In der Saison 2018/19 führte er den VfL zur Meisterschaft und damit zum Aufstieg in die 2. Bundesliga. Im September 2019 wurde sein Vertrag beim VfL bis Juni 2021 verlängert. In der Saison 2019/20 belegte Thiounes Mannschaft nach der Hinrunde mit 26 Punkten den 5. Platz, wobei der Rückstand auf einen direkten Aufstiegsplatz 4 Punkte betrug. In der Rückrunde waren die Osnabrücker mit 14 Punkten allerdings das schlechteste Team, wodurch man in den Abstiegskampf geriet. Der Klassenerhalt konnte am 33. Spieltag perfekt gemacht werden und der VfL schloss die Saison als bester Aufsteiger mit 40 Punkten auf dem 13. Platz ab.

### Hamburger SV
Zur Saison 2020/21 übernahm Thioune die Zweitligamannschaft des Hamburger SV, die zuvor auf dem 4. Platz zum zweiten Mal in Folge den Wiederaufstieg in die Bundesliga verpasst hatte. Er folgte auf Dieter Hecking, dessen Vertrag ausgelaufen war und unter dem er beim VfB Lübeck gespielt hatte. Thioune nutzte eine Ausstiegsklausel in seinem Vertrag beim VfL Osnabrück und unterschrieb beim HSV bis zum 30. Juni 2022.
Der HSV schied in Thiounes erstem Pflichtspiel im DFB-Pokal gegen den Drittligisten Dynamo Dresden aus. In die Liga startete man allerdings mit 5 Siegen in Folge. Nach einer anschließenden Sieglosserie von 5 Spielen, von denen 3 Spiele in Folge verloren gingen, stabilisierte sich die Mannschaft ab dem 11. Spieltag wieder und musste bis zum Ende der Halbserie nur noch einen Punktverlust durch ein Unentschieden hinnehmen. Die Hinrunde, die aufgrund des späten Saisonstarts erst im Januar 2021 endete, schloss man somit mit 36 Punkten als Tabellenführer ab. In der Rückrunde brachen die Leistungen des HSV wie in den beiden Vorjahren ein. Der HSV blieb ab dem 20. Spieltag erneut 5 Spiele in Folge sieglos. Nach 2 siegreichen Spielen folgte ab dem 27. Spieltag erneut eine Sieglosserie von 5 Spielen, während der man u. a. nach einer 3:0-Führung gegen Hannover 96 noch 3:3 spielte oder gegen den Abstiegskandidaten SV Sandhausen verlor. Aufgrund dieser Entwicklung wurde Thioune Anfang Mai 2021 freigestellt und für die letzten 3 Spiele durch den Nachwuchsdirektor Horst Hrubesch ersetzt. Der HSV stand zu diesem Zeitpunkt mit 52 Punkten auf dem 3. Platz, wobei der Rückstand auf einen direkten Aufstiegsplatz 5 Punkte betrug. Der Vorsprung auf Holstein Kiel betrug 2 Punkte, jedoch hatten die Kieler aufgrund einer Mannschaftsquarantäne 3 Spiele weniger absolviert. Der HSV beendete die Saison auf dem 4. Rang.

### Fortuna Düsseldorf
Am 8. Februar 2022 wurde Thioune Cheftrainer des Zweitligisten Fortuna Düsseldorf. Er unterschrieb einen Vertrag bis zum 30. Juni 2023 und folgte auf Christian Preußer. Die Mannschaft stand zu diesem Zeitpunkt nach dem 21. Spieltag der Saison 2021/22 mit 20 Punkten auf dem Abstiegsrelegationsplatz, wobei der Rückstand auf einen Nicht-Abstiegsplatz 3 und der Vorsprung auf einen Abstiegsplatz 5 Punkte betrug. Die ersten zwölf Spiele unter Thioune blieb die Mannschaft ungeschlagen und belegte zu Saisonende mit 44 Punkten den 10. Tabellenplatz. Nach der guten Rückrunde und da der Kader größtenteils zusammengehalten wurde, galt die Fortuna zur Saison 2022/23 als Kandidat für die Aufstiegsplätze und erreichte letztlich Platz 4. Im Januar 2023 verlängerte Thioune seinen Vertrag bis zum 30. Juni 2025.
In der Saison 2023/24 führte Thioune die Düsseldorfer auf den 3. Platz. In der Relegation traf man auf den VfL Bochum. Nach einem 3:0-Auswärtssieg im Hinspiel verlor die Fortuna das Rückspiel mit 0:3 und scheiterte im anschließenden Elfmeterschießen am Aufstieg in die Bundesliga.
Im November 2024 wurde der Vertrag bis zum 30. Juni 2028 verlängert.

## Erfolge und Auszeichnungen

### Als Spieler
Erfolge
- Aufstieg in die 2. Bundesliga: 2000 (VfL Osnabrück), 2008 (Rot Weiss Ahlen)
- Meister der Regionalliga Nord: 2000 (VfL Osnabrück), 2008 (Rot Weiss Ahlen)

### Als Trainer
Erfolge
- Aufstieg in die 2. Bundesliga: 2019 (VfL Osnabrück)
- Aufstieg in die A-Junioren-Bundesliga Nord/Nordost: 2016 (VfL Osnabrück)
- Aufstieg in die B-Junioren-Bundesliga Nord/Nordost: 2015 (VfL Osnabrück)

Auszeichnungen
- Trainer der Saison 2018/19 in der 3. Liga[23]
- Fußballspruch des Jahres: 2020[24]

## Sonstiges
Im Oktober 2020 wurde Thioune von der Deutschen Akademie für Fußball-Kultur für den Fußballspruch des Jahres ausgezeichnet, der mit 5000 Euro – zur Verwendung für einen gemeinnützigen Zweck – dotiert ist. Er hatte sich noch als Trainer des Ligarivalen VfL Osnabrück kritisch über jene Vereine geäußert, die in der Saison 2019/20 im Zusammenhang mit dem Fall Bakery Jatta Einspruch gegen die Wertung ihrer Niederlagen gegen den Hamburger SV in der 2. Bundesliga eingelegt hatten.

„Wer es nicht schafft, gegen den HSV zu punkten, sollte nicht auf dem Rücken eines Flüchtlings, der niemandem etwas getan hat, versuchen, einen Vorteil herauszuholen, sondern besser auf die eigenen sportlichen Fehler schauen.“

Von Oktober 2021 bis Anfang Februar 2022 war er TV-Experte des Formats Matchplan – Das Taktik-Format bei Sky Deutschland.